# Monocromador
Um monocromador é um dispositivo óptico que transmite uma faixa estreita de comprimentos de ondas de luz mecanicamente selecionável de outras radiações escolhidas de uma larga faixa de comprimentos de onda disponíveis na entrada. O termo advém das raízes gregas mono-, única, e chroma, cor, e o sufixo latino -ator, denotando um agente.